# Karen Wynn

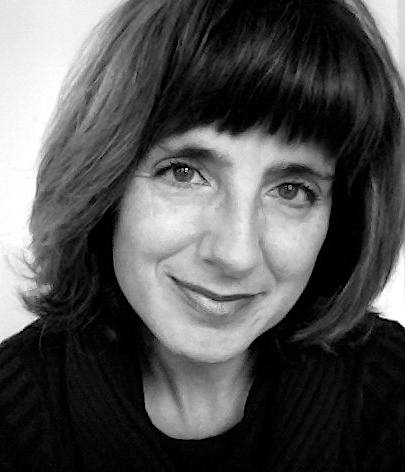
KarenWynn, 2012

Karen Wynn (* 18. Dezember 1962 in Austin, Texas) ist eine kanadisch-US-amerikanische Künstlerin, Psychologin und Hochschullehrerin. Sie ist seit 2019 emeritierte Professorin an der Yale University und ist bekannt für ihre Forschung zu den Grundlagen des quantitativen und mathematischen Denkens bei Säuglingen und Kleinkindern.

## Leben und Werk

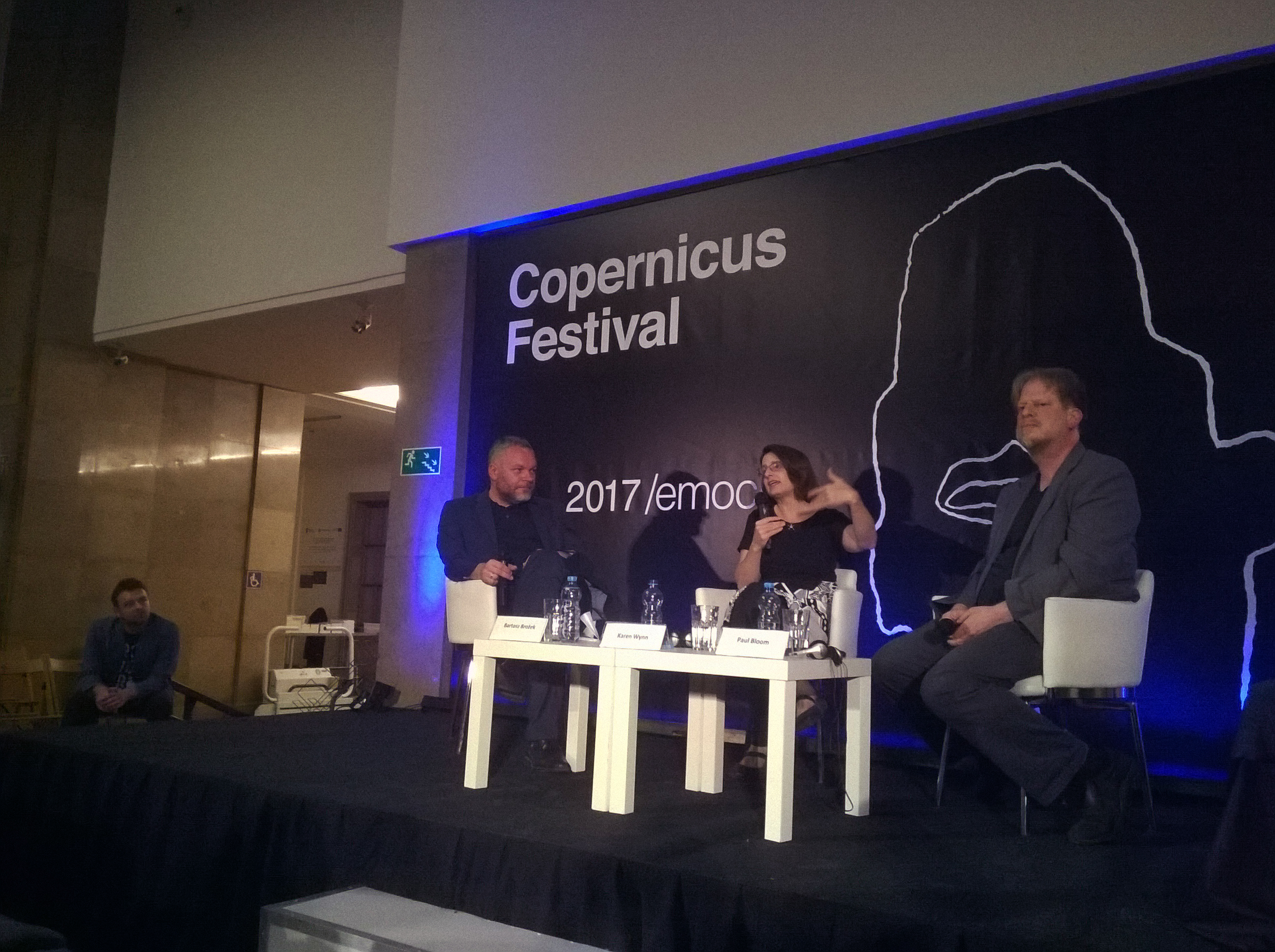
Die amerikanisch-kanadischen Psychologen Karen Wynn und Paul Bloom bei einer Podiumsdiskussion 2017 beim Copernicus-Festival in Krakau, Polen

Wynn wuchs in Regina (Saskatchewan) auf. Sie studierte an der McGill University, wo sie 1985 ihren Bachelor-Abschluss in Psychologie erhielt. 1990 promovierte sie in Kognitionswissenschaft am Massachusetts Institute of Technology.
Anschließend war sie an der University of Arizona Assistentin und dann bis 1999 außerordentliche Professorin für Psychologie und Kognitionswissenschaft. Von 1999 bis 2019 war sie Professorin für Psychologie und Kognitionswissenschaft an der Yale University.
Sie war Gastprofessorin unter anderen am University College London, der Central European University in Budapest, der Korea University in Seoul, der University of California, Santa Barbara, der University of Chicago, der Tsinghua-Universität in Peking und 2020 JY Pillay Gastprofessorin an der Yale-National University in Singapur.
Wynn ist mit dem Psychologen und Hochschullehrer Paul Bloom verheiratet, mit dem sie zwei Söhne bekam.

## Forschung
Der Schwerpunkt von Wynns Forschung liegt auf der kognitiven Entwicklung mit Schwerpunkt auf dem ersten Lebensjahr. Ihr besonderes Interesse gilt der frühen numerischen Kompetenz und den Grundlagen des frühen numerischen Verständnisses beim Menschen. Mit ihren Experimenten konnte sie zeigen, dass Babys bereits kurz nach der Geburt ihren Zahlensinn zeigen.
Ihre Studien haben gezeigt, dass Kleinkinder unterschiedliche Mengen von Dingen unterscheiden können. Andere Studien von Wynn zeigten, dass fünf Monate alte Säuglinge die Ergebnisse einfacher Additionen und Subtraktionen berechnen können und bereits ein Gespür für Fakten wie 1+1=2 und 3-2=1 haben. Hier stützte sie sich auf die Tatsache, dass Säuglinge bei unerwarteten Ereignissen länger hinschauen. Wenn man ihnen beispielsweise erst ein Objekt und dann ein anderes hinter einem Sichtschutz zeigte, erwarteten die Säuglinge, nach dem Entfernen des Sichtschutzes zwei Objekte zu sehen, und schauten länger hin, wenn ein falsches Ergebnis (ein Objekt oder drei) zum Vorschein kam.
Weiterhin zeigte sie, dass Säuglinge auch über einen Kern moralischer Argumentation verfügen, der prosoziale von antisozialen Charakteren unterscheidet und die Guten belohnen und die Bösen bestrafen möchte. Diese Moral ist begrenzt, dass sogar kleine Babys die soziale Welt in „Wir“ und „Sie“ aufteilen und diejenigen bevorzugen, die sie als Mitglieder ihrer Gruppe betrachten.
Für ihre Forschung erhielt sie Auszeichnungen von der National Academy of Sciences, der American Psychological Association und der James McKeen Cattell Foundation. Ihre Forschung wurde von staatlichen und privaten Einrichtungen gefördert, darunter die National Science Foundation, das National Institute of Mental Health, das National Institute of Child Health and Human Development und die John Templeton Foundation.

## Künstlerin
Seit ihrer Emeritierung ist Wynn als Malerin und Grafikerin tätig. Ihre Werke wurden in regionalen, nationalen und internationalen jurierten Ausstellungen in Nordamerika, Europa und Asien gezeigt.
Sie betreibt mit dem Künstler Ernie Kirslis eine Kunstgalerie und ein Mal- und Druckgrafikstudio in Essex, Connecticut.

## Auszeichnungen (Auswahl)
- 1997: James McKeen Cattell Award, Association for Psychological Science
- 2000: Distinguished Scientific Awards for an Early Career Contribution to Psychology[9]
- 2001: Troland Research Award, National Academy of Sciences
- 2005: Fellow der Association for Psychological Science[10]
- 2009: Distinguish SAGE Fellow[11]

## Veröffentlichungen (Auswahl)
- Do infants have numerical expectations or just perceptual preferences?.  Developmental Science. Band 2, Nr. 2, 2002, S. 207–209. doi:10.1111/1467-7687.00221_3.
- Findings of addition and subtraction in infants are robust and consistent: A reply to Wakeley, Rivera and Langer. Child Development. Band 71, Nr. 6, 2000, S. 1535–1536. doi:10.1111/1467-8624.00245.
- Addition and subtraction by human infants. Nature volume 358, S. 749–750, 1992.
- mit J. Kiley Hamlin, Paul Bloom: Three‐month‐olds show a negativity bias in their social evaluations. Developmental science 13 (6), 2010, S. 923–929. doi: 10.1111/j.1467-7687.2010.00951.x
- Marshall, Julia, Karen Wynn, and Paul Bloom: Do children and adults take social relationship into account when evaluating people’s actions?. Child Development 91.5 (2020): e1082-e1100.